# انجیر فریزر
انجیر فریزر (نام علمی: Ficus fraseri) نام یک گونه از سرده انجیر است.